# 嬉野次郎左衛門
嬉野 次郎左衛門（うれしの じろうざえもん、?  - 享保10年11月18日（1725年12月22日））は、江戸時代中期の商人。

## 経歴・人物
肥前国有田の陶磁器商富村勘右衛門の手代。
主人の計画で平戸の商人今津屋長右衛門らと共謀し、有田焼をインドに密輸出。のち捕えられ、今津屋と共に事件主犯者として処刑された。一説によると、朝鮮人参の密貿易で刑死したという。